# Rudolf Cramér
Rudolf August Carl Cramér, född 2 mars 1811 i Visby stadsförsamling, Gotlands län, död där 6 april 1899, var en svensk konsul och politiker.
Cramér var Danmarks konsul i Visby. Han var ledamot av andra kammaren och far till konstnären Edvard Cramér.